# Aragoniska kronan
Aragoniska kronan (katalanska: Corona d'Aragó, aragonska: Corona d'Aragón) var en medeltida sydeuropeisk konfederation under samma kung. Den styrde ifrån kungariket Aragonien och inkluderade de östligaste delarna av nuvarande Spanien samt delar av södra Italien och Grekland. Konfederationen (ursprungligen en personalunion) etablerades 1137 genom en personalunion mellan Aragonien och furstendömet Katalonien (dessförinnan känd som grevskapet Barcelona); den varade fram till Spaniens bildande 1469.

## Historik

### Översikt
Aragoniska kronan styrdes från Zaragoza, där kungariket Aragoniens kung fungerade som överhuvud för konfederationen. Under sin storhetstid under 1300- och 1400-talet omfattade riket större delen av det som numera är Spanien; detta motsvarar idag de spanska autonoma regionerna Aragonien, Katalonien, Valencia, Balearerna samt Roussillon.
Dessutom innehades under kortare eller längre tid stora områden längre österut i Medelhavsområdet. Detta inkluderar angränsande områden i Frankrike, Kungariket Sicilien (södra halvan av Italien), Sardinien, Korsika, Malta samt delar av Grekland (–1388).

### Etablerande och expansion
Aragonien var ett av ett antal kristna kungariken som under medeltiden deltog i reconquistan, återerövringen av Pyreneiska halvön från de muslimska styrkor (morer) som erövrat halvön under 700-talet. Den aragoniska kronan erövrade under denna tid bland annat Valencia.
Under senmedeltiden var själva Aragonien endast ett av flera riken inom den Aragoniska kronan. Katalonien och Valencia var egna, till stor del självstyrande enheter med egna institutioner. Tidvis var även Mallorca centrum i ett självständigt baleariskt kungarike.
En mer omfattande expansion skedde dock på Medelhavet, där kronan stred med framför allt fransmän och italienare om makten i de olika regionerna. I början av 1200-talet erövrade man Balearnerna, och 1282 etablerades kontroll över Sicilien. 1326 lades även Sardinien under aragonisk makt. Kungariket Neapel erövrades 1442.

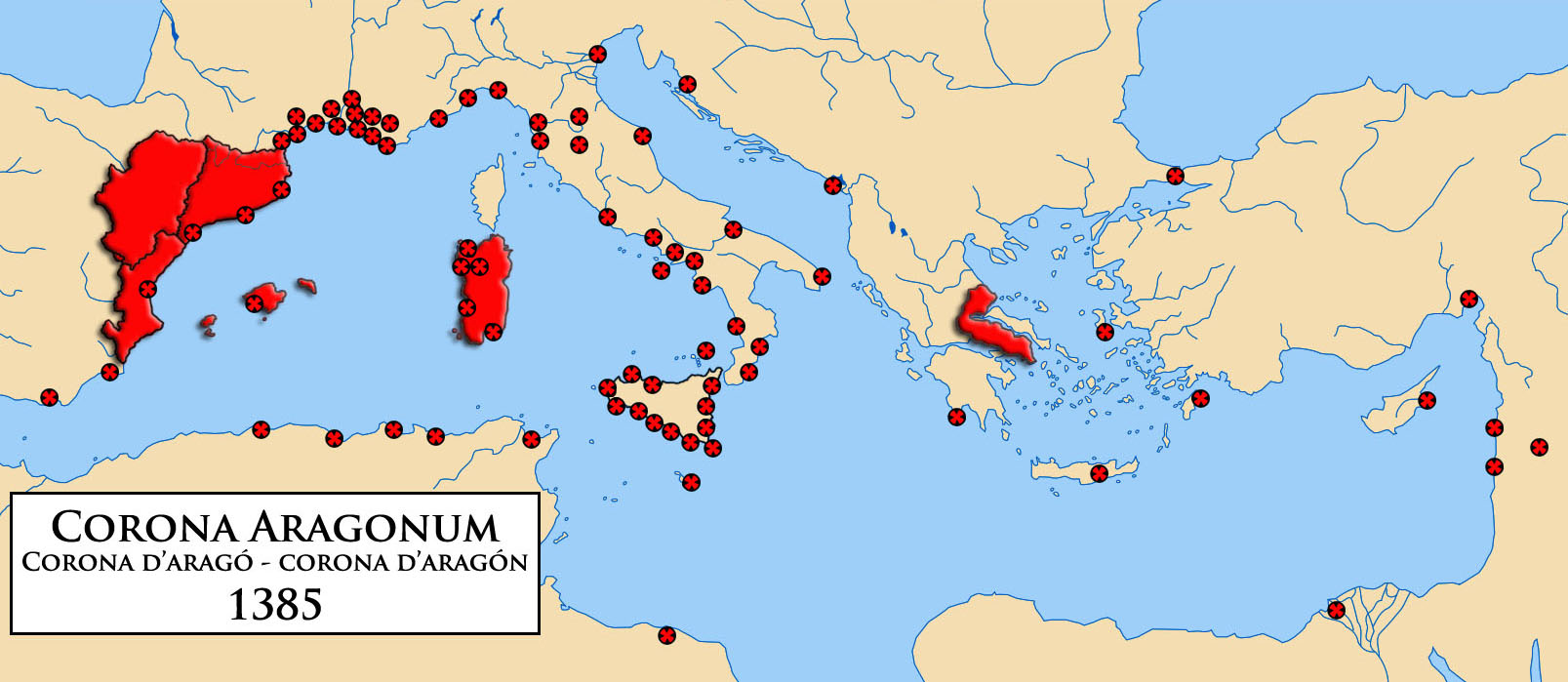
Områden tillhörande Aragoniska kronan 1385, inklusive de olika sjökonsulat (kombination av faktori och handelsdomstolar) som då etablerats i hamnstäder runt Medelhavet.

Under 1400-talet var det aragonisk-katalanska kungadömet den ledande sjömakten i den västra halvan av Medelhavet. Den aragoniska kronans expansion spred inte minst det katalanska språket, som etablerades på Balearerna (som baleariska), i Valenciaregionens kustområden (som valencianska) och i delar av Sardinien (i Alghero).

### Förening med Kastilien
Johan II av Aragonien blev 1458, genom arv, kung av både Aragonien och Navarra. Sonen Ferdinand II av Aragonien ingick elva år senare äktenskap med Isabella I av Kastilien – det största kungariket på Pyreneiska halvön. Därmed blev Kastilien och Aragonien förenade genom personalunion till ett rike (först senare formaliserat). 1474 blev Ferdinand II kung av Kastilien, och han besteg fem år senare även Aragoniens tron (då hans far avlidit).
Skillnaderna i kultur, språk och administration mellan den aragoniska kronan och Kastilien skulle trots personalunionen bli bestående för lång tid framåt. Den aragoniska kronans olika provinsialständer (inklusive de i Katalonien) kämpade länge emot den nya kungamaktens maktanspråk i det nya riket (Spanien). De samordnande faktorerna och fördelarna bidrog dock till en långsam sammansmältning av landshalvornas respektive kulturer; där fanns bland annat behovet  av att försvara halvön mot de sista moriska styrkorna i söder, liksom den följande kampen mot Osmanska riket på Medelhavet.
Medan det aragoniska språket under senare århundraden mer eller mindre ersatts av kastilianska, har den motsvarande skett betydligt långsammare i de katalanskspråkiga områdena. I Katalonien skedde ett antal olika utbrytningsförsök (se Republiken Katalonien), som reaktion mot det hårdnande spanska centralstyret. Fortfarande i början av 2000-talet är katalanska och valencianska (samt i viss mån baleariska) administrationsspråk i respektive autonom region.